# Longichneumon annaelisae
Longichneumon annaelisae là một loài tò vò trong họ Ichneumonidae.